# Гергард Шецау
Гергард Шецау (нім. Gerhard Schötzau; 16 квітня 1917, Филіц — 16 квітня 1945, Атлантичний океан) — німецький офіцер-підводник, капітан-лейтенант крігсмаріне.

## Біографія
31 березня 1936 року вступив на флот. З 1 вересня 1939 року — вахтовий офіцер на міноносці «Танненберг», з 1 червня 1940 року — «Бруммер». З 1 травня 1942 року — інструктор училища загороджувачів в Кілі. З 3 березня по 30 травня 1943 року пройшов курс навігатора, з 31 травня по 20 листопада — курс підводника, з 21 листопада по 30 грудня — курс керманича, з 1 січня по 19 лютого 1944 року — курс командира підводного човна, з 20 лютого по 11 березня — тактичну підготовку підводника. З 11 травня 1944 року — командир U-880. 14 березня 1945 року вийшов у свій перший і останній похід. 16 квітня 1945 року U-880 був потоплений в Північній Атлантиці (47°18′ пн. ш. 30°26′ зх. д.) глибинними бомбами американських есмінців «Стентон» і «Фрост». Всі 49 членів екіпажу загинули.

## Звання
- Рекрут (31 березня 1936)
- Оберматрос (1 жовтня 1936)
- Оберштабсматрос (1 січня 1937)
- Кандидат в офіцери (3 березня 1937)
- Фенріх служби озброєнь (1 травня 1937)
- Оберфенріх служби озброєнь (1 липня 1938)
- Лейтенант служби озброєнь (1 жовтня 1938)
- Оберлейтенант служби озброєнь (1 жовтня 1940)
- Оберлейтенант-цур-зее (1 березня 1943)
- Капітан-лейтенант (1 вересня 1943)

## Нагороди
- Залізний хрест
  - 2-го класу (1 грудня 1939)
  - 1-го класу (3 квітня 1941)
- Орден Хреста Свободи (Фінляндія; 1 січня 1941)
- Нагрудний знак мінних тральщиків (14 лютого 1941)